# Bietstock
Bietstock är en bergstopp i Schweiz. Den ligger i distriktet Schwyz och kantonen Schwyz, i den centrala delen av landet, 110 km öster om huvudstaden Bern. Toppen på Bietstock är 2 061 meter över havet.